# Château de Laly
Pour les articles homonymes, voir Laly.
Le château de Laly est un manoir situé au Montet (France). Le château est une ancienne maison forte attestée au XVIe siècle et complètement remaniée au XIXe siècle siècle.

## Localisation
Le château de Laly se trouve dans la commune du Montet, dans le département de l'Allier, en région Auvergne-Rhône-Alpes. Il est situé à 550 mètres à l'ouest du bourg.

## Description
La demeure est constituée d'un corps de logis rectangulaire comprenant deux niveaux plus un niveau de comble. Les extrémités sont flanquées de deux pavillons en retour d'équerre.

## Historique
Il pourrait s'agir de la maison forte appartenant en 1505 à Gaspard Le Bret, seigneur de Bellabre et du Montet, pour laquelle il rend hommage.
Il a appartenu plus tard aux Gaulmyn.
À l'origine du château, le manoir de Saint-Hubert était son pavillon de chasse et le moulin des Veaux (Chavenon) était également une de ses dépendances.